# Козырева, Ольга Николаевна
Ольга Николаевна Козырева (род. 26 марта 2003 года, Краснодар, Краснодарский край) — российская спортсменка (вольная борьба). Вице-чемпионка Европы до 23 лет 2025. Победительница первенства мира и Европы среди кадетов 2019. Мастер спорта России по вольной борьбе.

## Биография
Родилась в Краснодаре, начала заниматься борьбой в 11 лет в ДЮСШ1 в городе Белореченск, Краснодарский край. В действующее время тренируется под руководством Сафара Караибрагимова и Смбата Макаряна. Член сборной команды России. На национальных соревнованиях представляет Краснодарский край. Мастер спорта России (2020).

## Спортивная карьера
Победительница первенства мира и Европы 2019 года среди кадетов. Двукратная победительница первенств России по вольной борьбе среди кадетов. В мае 2022 стала второй на первом турнире лиге Поддубного. В августе 2022 стала третьей на Спартакиаде сильнейших в Казани. В ноябре 2022 года выиграла "тупиковое" первенство России среди юниоров в весе до 76 кг. В мае 2024 года добыла бронзовую медаль на первенстве Европы среди спортсменок до 23 лет в Баку. В конце июля 2024 года стала победительницей Всероссийской летней универсиады в весе до 76 кг, который прошёл в Уфе. В сентябре 2024 года стала бронзовой медалисткой первенства России до 23 лет в весе до 76 кг. В марте 2025 года стала финалисткой первенства Европы до 23 лет в Албании.

## Спортивные результаты
- 2018 Первенство России среди кадетов — ;
- 2018 Первенство России среди кадетов (неофициальный) — ;
- 2019, 2020 Первенство России среди кадетов — ;
- 2019 Первенство Европы среди кадетов (Фаэнца, Италия) — ;
- 2019 Первенство  мира среди кадетов (София, Болгария) — ;
- 2021 Первенство России среди юниорок — ;
- 2022 Всероссийская спартакиада — ;
- 2022 Первенство России среди юниорок (неофициальный) — ;
- 2024 Первенство Европы до 23 лет — ;
- 2024 Первенство России до 23 лет — ;
- 2025 Гран-При Александр Медведь — ;[17]
- 2025 Первенство Европы до 23 лет — ;

## Личная информация
Козырева студентка Кубанского государственного университета физической культуры, спорта и туризма.